# Chimarra haimuoi
Chimarra haimuoi är en nattsländeart som beskrevs av Malicky 1995. Chimarra haimuoi ingår i släktet Chimarra och familjen stengömmenattsländor. Inga underarter finns listade i Catalogue of Life.